# François Van der Elst
François Van der Elst (Lokeren, 1º dicembre 1954 – Aalst, 11 gennaio 2017) è stato un calciatore belga, di ruolo attaccante.
Ricoverato in ospedale per problemi cardiaci il giorno di Capodanno 2017, è deceduto per complicazioni l'11 gennaio dello stesso anno all'età di 62 anni.

## Carriera
Van der Elst fece il suo esordio nel FC Mazenzele. Nel 1969 fu acquistato dell'Anderlecht, e con la squadra di Bruxelles nel 1976 e nel 1978 vinse la Coppa delle Coppe segnando anche una doppietta nella prima finale vinta contro il West Ham per 4-2 e vincendo nel 1976-1977 il titolo di capocannoniere della Jupiler League con 21 gol.
Successivamente si trasferì a giocare negli USA con i New York Cosmos. Nell 1981 tornò in Europa al West Ham per 400.000 dollari. Chiuse la carriera in Belgio, con la maglia del SK Lokeren in cui si trasferì nel 1983.
Conta 44 presenze e 14 gol con la maglia della Nazionale belga con la quale ha partecipato al Campionato Europeo 1980 chiuso al secondo posto (nel quale ha disputato tutti i 4 incontri) e al campionato del mondo 1982 (disputando le sfide contro El Salvador e Polonia, in entrambi i casi entrando a partita in corso).

## Palmarès

### Club

#### Competizioni nazionali
- Campionato belga: 2

Anderlecht: 1971-1972, 1973-1974
- Coppa del Belgio: 4

Anderlecht: 1971-1972, 1972-1973, 1974-1975, 1975-1976
- Campionato NASL: 1

New York Cosmos: 1980

#### Competizioni internazionali
- Coppa delle Coppe: 2

Anderlecht: 1975-1976, 1977-1978
- Supercoppa UEFA: 2

Anderlecht: 1976, 1978

### Individuale
- Capocannoniere della Coppa delle Coppe: 1

1977-1978 (6 gol)